# Cantonul Souvigny
Cantonul Souvigny este un canton din arondismentul Moulins, departamentul Allier, regiunea Auvergne, Franța.

## Comune
- Agonges
- Autry-Issards
- Besson
- Bresnay
- Chemilly
- Gipcy
- Marigny
- Meillers
- Noyant-d'Allier
- Saint-Menoux
- Souvigny (reședință)